# Capture
Capture (спочатку відомі як Capture The Crown) — австралійський металкор-гурт, утворений на початку 2010 року після розпаду іншого металкор-колективу, Atlanta Takes State. Гурт став відомим під назвою Capture the Crown, коли випустив відеокліп на пісню «You Call That a Knife? This Is a Knife!» (2011) на YouTube. У грудні 2012 року гурт підписав контракт із лейблом Sumerian Records, але вже у жовтні наступного року його розірвали. З моменту заснування гурт випустив два студійні альбоми: Til Death (18 грудня 2012), який потрапив до трьох компонентів чарту Billboard: «Top Hard Rock» (№ 21), «Top Heatseekers» (№ 7) і «Top Independent Albums» (№ 25), а також Reign of Terror (5 серпня 2014), який посів 86 місце в американському чарті Billboard 200. У серпні 2013 року гурт оголосив плани видати мініальбом Live Life, який вийшов 4 лютого 2014 року. Пізніше у 2014 році вони оголосили, що підписали контракт з лейблом Artery Recordings. У березні 2017 року гурт скоротив назву до Capture і видав пісню під новою назвою.

## Історія

### 2010–2012: заснування та 'Til Death
Гурт був створений на початку 2010 року в Сіднеї Блейком Еллісом на гітарі (пізніше на бас-гітарі), Джей Мензісом на гітарі та Джеффрі Веллфером на вокалі. Гурт здобув популярність завдяки своєму каналу на YouTube, а його перший реліз «You Call That a Knife? This Is a Knife!» швидко набрав п'ять мільйонів переглядів менш ніж за рік. Усі троє, Веллфер, Мензіс та Елліс, раніше грали в іншому металкор-гурті, Atlanta Takes State. Хоча їхній кліп швидко приніс їм популярність на сцені, він також викликав критику за схожість з іншими гуртами цього жанру, такими як Asking Alexandria. Їхній перший барабанщик, Тайлер Марч (відомий під псевдонімом Lone America і за грою на барабанах в гурті A Late Night Serenade), є єдиним учасником гурту не з Австралії, а з Карлайла, штат Пенсильванія, США. Інші учасники познайомилися з ним в Інтернеті, і його запросили до гурту. Кріс Шихан приєднався до гурту у 2011 році, після того, як зіграв у Curse at 27 з Велфером.
Чотири місяці потому, 11 березня 2012 року, гурт випустив другий сингл «#OIMATEWTF», де як запрошений вокаліст виступив Денис Шафоростов, на той час учасник гурту Make Me Famous. Відео набрало майже 500 000 переглядів менш ніж за півроку. Через місяць вийшов кавер на пісню Джейсона Деруло «In My Head», за яким послідував четвертий сингл гурту, «Ladies & Gentlemen... I Give You Hell», випущений 1 липня 2012 року, який набрав 350 000 переглядів менш ніж за два місяці.
20 серпня 2012 року гурт оголосив, що буде підтримувати тур Talk Your [S]#?!, We'll Give You a Reason гурту Woe, Is Me разом з Chunk! No, Captain Chunk!, Our Last Night, Secrets і The Seeking. 19 листопада того ж року гурт був оголошений частиною американського хедлайнерського туру Of Mice & Men 2013 року з Woe, Is Me, Texas in July і Volumes з середини січня до початку лютого.
24 листопада 2012 року гурт оголосив про вихід дебютного альбому Til Death 18 грудня, який вийде самостійно, а на сайті гурту було відкрите попереднє замовлення. Разом із анонсом гурт опублікував обкладинку і трек-лист альбому. 3 грудня 2012 року гурт підписав контракт із лейблом Sumerian Records, який випустив їхній майбутній альбом. Одночасно з анонсом з'явився кліп на «Ladies & Gentlemen... I Give You Hell».
13 грудня гурт розпочав трансляцію «RVG», нового синглу з майбутнього альбому, на YouTube. 18 грудня 2012 року вийшов дебютний альбом гурту Til Death, записаний на студії Chango Studios, продюсером і міксингом якого виступив Кемерон Мізелл, а мастерингом — Джоуї Стерджес. Альбом потрапив до трьох чартів Billboard: «Top Hard Rock» (№ 21), «Top Heatseekers» (№ 7) і «Top Independent Albums» (№ 25).

### 2013-2014:Live Lifeі вихід з лейблу Sumerian
11 березня 2013 року було оголошено, що гурт візьме участь у першому хедлайнерському турі Crown the Empire, The Generation Now Tour з 7 по 26 травня того ж року разом з Palisades, Heartist і Famous Last Words. 3 квітня 2013 року гурт був оголошений одним з перших гуртів Vans Warped Tour UK разом з Rise Against, Yellowcard, Billy Talent, Real Friends і Crossfaith. Виступ у рамках UK Warped Tour відбувся 16 і 17 листопада у лондонському Alexandra Palace другий рік поспіль.
4 квітня 2013 року гурт був оголошений учасником туру 2013 All Stars Tour з іншими колективами Every Time I Die, Chelsea Grin, Veil of Maya, Terror, Stray from the Path, Iwrestledabearonce, For All Those Sleeping і DayShell. До них приєдналися Volumes і Structures в окремі дати. 20 травня гурт випустив сингл «Rebearth» за участю Тайлера Сміта з The Word Alive, а також «All Hype All Night», сингл з майбутнього мініальбому. Реліз нового синглу відбувся 21 травня.
17 липня гурт оголосив про тур «All Hype All Night Tour», який розпочнеться 31 серпня і триватиме до вересня з гуртами Secrets, Ice Nine Kills, My Ticket Home і City in the Sea. 29 серпня було оголошено, що гурт відіграє тур «Scream It Like You Mean It Tour 2013» після витоку розкладу разом з іншими гуртами, такими як Like Moths to Flames, Hawthorne Heights і I Am King. Пізніше того ж дня гурт випустив лірик-відео синглу «All Hype All Night» на лейблі Alternative Press, а майбутній мініальбом був анонсований як такий, що незабаром вийде на лейблі Sumerian Records.
30 жовтня 2013 року лейбл Sumerian Records оголосив, що виключив Capture the Crown зі свого реєстру, із заявою «...Ми готові повідомити вам, що ми розлучаємося з Capture The Crown через музичні/творчі розбіжності. Ми бажаємо їм удачі у їхніх майбутніх починаннях». Гурт надав власну заяву: «Ми хотіли б подякувати Sumerian Records за все, з чим вони допомогли нам протягом усього періоду наших ділових відносин. За цей час ми змогли випустити наш дебютний альбом, переїхати до США, гастролювати з такими чудовими гуртами, як Of Mice & Men, Every Time I Die, Chelsea Grin, Story of the Year, Volumes і багатьма іншими. Незалежно від нашої поточної ситуації, гурт зараз працює над новим повноформатним альбомом, про який ви почуєте більше в найближчому майбутньому. Це може бути кінцем чогось хорошого, але це також початок чогось дивовижного!».
9 листопада гурт оголосив, що скасовує свій британський тур, але що вони дуже старанно працюють над новим альбомом і відправляться в студію в січні. 3 грудня 2013 року гурт оголосив, що запустив кампанію на Indiegogo зі збором $10 000 для фінансування мініальбому Live Life, над яким вони працювали, будучи частиною лейблу Sumerian Records. Наступного дня гурт випустив неопрацьовану версію треку «Live Life» з майбутнього мініальбому, ця пісня стала першим релізом гурту, випущеним не на лейблі Sumerian Records. 14 грудня 2013 року було оголошено, що гурт виступить на розігріві у турі The New Kings Tour гурту Attila, який триватиме з кінця січня по лютий, разом з такими колективами, як I See Stars, Ice Nine Kills і Myka Relocate.

### 2014–2016: зміна лейблу іReign of Terror
22 грудня 2013 року Блейк Елліс оголосив про вихід з гурту на особистій сторінці у Facebook, написавши: «...З великим сумом повідомляю, що через нещодавні події я більше не буду грати на бас-гітарі у Capture The Crown, гурті, який я створив і в якому був з самого початку». Через два дні гурт випустив фотографію, оголосивши, що Гас Фаріас з гурту Volumes виконає партію гостьового вокалу в одній з пісень з їхнього майбутнього мініальбому.
5 січня 2014 року Метт Гуд (з гурту From First to Last) написав у Твіттері, що він буде продюсувати новий альбом Capture the Crown разом з продюсером Тейлором Ларсоном (Periphery, Sky Eats Airplane) у Вашингтоні. Наступного дня гурт оголосив, що вони подвоїли свою початкову мету краудфандингу, зібравши 22 207 доларів США, і тепер зможуть отримати права на вже записаний мініальбом, а також відправитися до студії, щоб почати запис нового альбому. 9 квітня 2014 року гурт був підписаний з лейблом Artery Records.
2 червня 2014 року гурт оголосив, що їх новий альбом Reign Of Terror вийде 5 серпня 2014 року. 9 червня 2014 року гурт випустив пісню «To Whom It May Concern», перший сингл з альбому. Пізніше гурт випустив ще дві пісні з альбому — «I Hate You» (реліз відбувся 1 липня 2014 року) і «Make War, Not Love» за участю Алекса Колера з Chelsea Grin (реліз відбувся 24 липня 2014 року). Reign of Terror вийшов 5 серпня і зайняв 86 місце в чарті Billboard 200 в США.
У жовтні 2014 року гітаристи Джей Мензіс та Кріс Шіхан разом із барабанщиком Тайлером Марчом також покинули гурт. Джей назвав причиною свого виходу те, що гурт приносив негатив в його життя. Гурт підтвердив цю новину на своїй сторінці у Facebook. Також 26 жовтня гурт оголосив, що новим гітаристом став Мітч Роджерс. У 2015 році Джо Абіхейр (колишній учасник Hunt The Haunted і Empires Fall) замінив Райана Серітті на барабанах — починаючи з їх першого австралійського туру.
З березня по квітень 2016 року гурт гастролював Сполученими Штатами з Slaves, Myka Relocate, Outline in Color та Conquer Divide.

### 2016–2019: зміна назви таLost Control
30 липня 2016 року гурт випустив новий сингл «The Lake» зі свого майбутнього альбому. 14 березня 2017 року гурт написав «RIP CTC» у своїх соціальних мережах, що змусило шанувальників подумати, що гурт розпався. Однак в Instagram гурту з'явився тизер під новою назвою Capture. Він містив короткий кліп на пісню і список майбутніх гастрольних дат у США. Незабаром після цього повна версія пісні під назвою «Lost Control» вийшла на лейблі Artery Recordings. Гурт пояснив, що хотів перегорнути сторінку в новому проекті і відійти від так званого «негативу» металкор-сцени, не відштовхнувши при цьому колишніх шанувальників Capture the Crown. Незважаючи на це, гурт взяв неоголошену перерву до серпня 2018 року, коли вони оголосили, що відправляться в турне з MyChildren MyBride, Secrets, Earth Groans і Half Hearted в рамках 10-річного ювілейного туру MyChildren MyBride's Unbreakable 10th Anniversary Tour у жовтні. 12 липня 2019 року гурт випустив нову пісню під назвою «No Cure», а також анонсував новий альбом під назвою Lost Control, реліз якого відбувся 16 серпня 2019 року.
Гурт припинив діяльність у 2020 році, хоча не оголошував цього. Колишні учасники гурту періодично говорять про можливе воз'єднання.

## Дискографія

### Студійні альбоми
як Capture the Crown:
- 'Til Death (2012)
- Reign of Terror (2014)

як Capture:
- Lost Control (2019)

### Мініальбоми
- Live Life (2014)

## Учасники
- Джеффрі Велфер — вокал (2010–2020)
- Менні Домінік — ударні (2017–2020)
- Ерік Вон Везерфорд III — бас, бек-вокал (2019–2020)

### Колишні учасники
- Блейк Елліс — ритм-гітара (2010–2013), бас (2013)
- Джей Мензіс — соло-гітара (2010–2014)
- Кріс Шихан — бас-гітара (2010-2013), ритм–гітара (2013–2014)
- Тайлер «Lone America» Марч — ударні (2010–2014)
- Кайл Девані — соло-гітара (2014–2015)
- Райан Серітті — барабани (2014–2015)
- Джо Абіхейр — ударні (2015–2016)
- Алек Хоксі — ударні (2016)
- Мітч Роджерс — ритм-гітара (2014–2016), соло-гітара (2015–2016)
- Моріс Морфо — бас-гітара (2014–2016)
- Роберт Вестон — бас-гітара (2017)
- Алекс Маггард — соло-гітара, ритм-гітара, бек-вокал (2016–2018), бас (2017–2018)